# Tú y yo (álbum de Emmanuel)
Tú y yo es el título del quinto álbum de estudio grabado por el intérprete mexicano Emmanuel. Fue lanzado al mercado bajo el sello discográfico RCA Víctor a inicios de 1982.
Con este álbum emprendería su consolidación artística, continuando con grandes y extensas giras por Latinoamérica, España y Europa, incluyendo su participación en los festivales de Benidorm, y Viña Del mar.
Los sencillos de este álbum fueron (entre otros): Tú y yo, Porque te vas (título mal escrito incluso en los acetatos puesto que de acuerdo a la letra de la canción queda claro que debe ser: Por qué te vas -interrogación), Esto me duele más que a tí y Ven con el alma desnuda, siendo este último una versión del éxito de 1980 del cantautor nicaragüense Hernaldo Zúñiga.
El tema Tú y yo fue usado para el tema principal de la telenovela venezolana de la hoy extinta cadena de televisión RCTV, ¿Qué pasó con Jacqueline? (1982), protagonizada por Doris Wells y Jean Carlo Simancas.

## Lista de canciones
| Tú y yo |                              |                                                                               |          |  |
| N.º     | Título                       | Escritor(es)                                                                  | Duración |  |
| 1.      | «Tú y yo» (Su di noi)        | Paolo Barabani · Enzo Ghinazzi · Donatella Milani Adapt: al español: Emmanuel | 3:51     |  |
| 2.      | «Y ahora»                    | Emmanuel                                                                      | 3:31     |  |
| 3.      | «Ven con el alma desnuda»    | David Beigbeder                                                               | 3:33     |  |
| 4.      | «Hoy no sabes a mí»          | Emmanuel                                                                      | 4:22     |  |
| 5.      | «De pronto amor»             | Emmanuel · Tino Geiser                                                        | 4:15     |  |
| 6.      | «Esto me duele más que a ti» | Emmanuel · Tino Geiser                                                        | 4:35     |  |
| 7.      | «Si te acercas hacia el sur» | Emmanuel                                                                      | 3:35     |  |
| 8.      | «Sola»                       | Emmanuel · Tino Geiser                                                        | 3:27     |  |
| 9.      | «Te voy a aprovechar»        | Emmanuel · Ricardo Munguía                                                    | 3:44     |  |
| 10.     | «Por qué te vas»             | Manuel Alejandro · Ana Magdalena                                              | 3:57     |  |

## Músicos
1. Tino Geiser, Tito Zamorano: Pianos, teclados.
2. Samuel Zarsoza: batería.
3. Roberto Betuco Arballo: guitarra eléctrica.
4. Jesús Chuy Millán: guitarra acústica.
5. Óscar Méndez, Rodolfo Rudy Machorro: bajo.
6. Julio Vera, Mario Susunaga: percusión.
7. Guillermo Memo Espinoza, Adolfo López, Carlos García Lerma: Trompetas.
8. César Gómez, Adolfo Díaz Rincón: Saxo.
9. Epifanio Jiménez, Genaro Sánchez, Raúl Valle: Trombón.
10. Higinio Velázquez : Orquesta (Coordinación)
11. Tabasco, Isabel Lascurain, M. Bano, M. Alarcón: Coros

## Datos adicionales
- Producido por: Renato López

## Créditos y personal
- Grabación: Samuel Ovilla
- Mezcla: Samuel Ovilla, Tino Geiser, Renato López
- Grabado y Mezclado en: RCA (Ciudad de México), Sonoland Studio (Madrid, España).

- Datos: Q6154656